# 权力归人民 (口号)

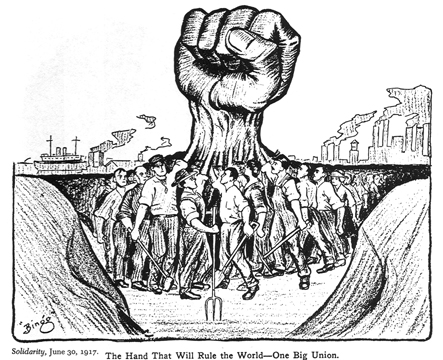
一幅来自世界产业工人组织出版的期刊的漫画，描绘工人团结在一起，组成象征性的巨型拳头。

权力归人民（英語：Power to the people）是一个文化表达和政治口号，已在各种不同的背景下被广泛使用。意大利左翼政党权力归人民得名于该口号。